# بل ایکس-۹ شرایک

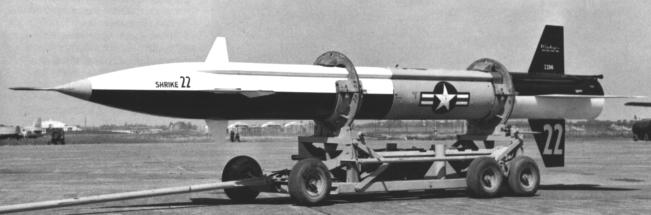
ایکس-۹ شرایک

بل ایکس-۹ شرایک (به انگلیسی: Bell X-9 Shrike) یک پیش‌نمونه موشک هدایت‌شونده زمین‌به‌هوا با سوخت مایع بود که به عنوان بستر آزمایشی برای موشک اتمی جی‌ای‌ام-۶۳ استفاده می‌شد. نام این موشک از روی پرنده سنگ‌چشم(Shrike) برداشته شده است.